# ハワリ県
ハワリ県（アラビア語: محافظة حولي Muḥāfaẓat Ḥawallī、英語: Hawalli Governorate）は、クウェートの県である。日本語では「ハワリー」、「ハワッリー」とも表記される。県都はハワッリー。

## 概要
アースィマ県（クウェート県）と共に、クウェートが1914年にオスマン帝国の支配下を離れてイギリスの保護領となった時代から置かれている古い県である。1999年に南部がムバーラク・アル＝カビール県として分割された。
県都のハワッリーにあるモハメド・アル・ハマド・スタジアムはサッカークウェート代表のホームスタジアムとして使用される。また、ハワッリーにはアメリカンスクールが設置されている。

## 隣接する県
- ムバーラク・アル＝カビール県
- ファルワーニーヤ県
- アースィマ県